# Lycksjön
Lycksjön är en skogssjö i Haninge kommun i Södermanland som ingår i Tyresåns huvudavrinningsområde. Sjön är 12,4 meter djup, har en yta på 0,192 kvadratkilometer och befinner sig 22,3 meter över havet. Sjön gränsar i öster till Tyresta nationalpark.
Lycksjön ingår i Tyresåns sjösystem och utgör källan till Vendelsån som mynnar ut i Drevviken. Sjön är relativt förskonad från försurning.

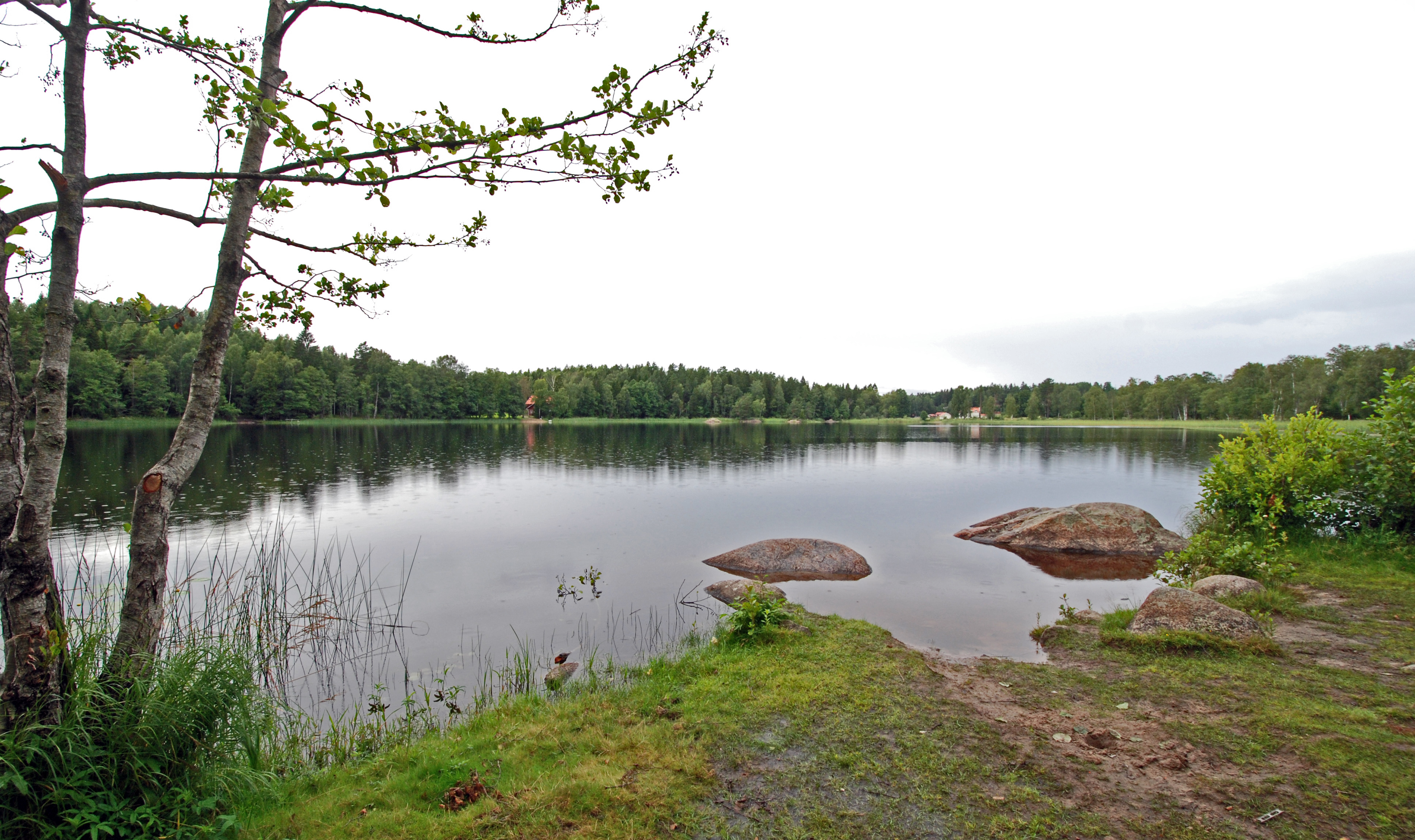
Lycksjön, vy mot norr från östra kanten juli 2015.

## Externa länkar

Panoramabild över Lycksjön. Foto från 2007.

## Delavrinningsområde
Lycksjön ingår i delavrinningsområde (656446-163758) som SMHI kallar för Mynnar i Drevviken. Medelhöjden är 47 meter över havet och ytan är 22,24 kvadratkilometer. Det finns ett avrinningsområde uppströms, och räknas det in blir den ackumulerade arean 25,06 kvadratkilometer. Vattendraget som avvattnar avrinningsområdet har biflödesordning 2, vilket innebär att vattnet flödar genom totalt två vattendrag innan det når havet efter 8,2 kilometer. Avrinningsområdet består mestadels av skog (62 procent). Avrinningsområdet har 0,42 kvadratkilometer vattenytor vilket ger det en sjöprocent på 1,5 procent. Bebyggelsen i området täcker en yta av 7,89 kvadratkilometer eller 29 procent av avrinningsområdet.